# Дом Харири
Дом Харири (перс. خانه دكتر حريري‎, азерб. Həriri evi) — историческое здание, построенное в XIX веке в эпоху Каджаров и расположенное в городе Тебриз на улице Тарбият. Благодаря архитектурным особенностям включен в список национального наследия. С 2017 года в здании функционирует Музей азербайджанской прессы.

## История
Дом Харири построен в XIX в Тебризе. Здание относится к периоду Каджаров. Состоит из двух блоков, выходит на киблу, имеет внешний и внутренний двор. Многочисленные рисунки, своеобразные дизайн и расцветка отличают дом доктора Харири от других старых зданий. Стены дома Харири украшены уникальными рисунками. 17 января 1999 года здания было включено в список национальных памятников .
Фасад здания отражает тенденции, присущие оригинальному искусству периода Каджаров. Настенные росписи внутри дома созданы под влиянием Корана, повести о Юсуфе и Зулейхе и других тем. Внутренняя часть дома соединена с внешним зданием и связывается с улицей Тарбият через улицу школы Первериш.

### Музей прессы
На первом этаже здания с августа 2017 года функционирует Музей азербайджанской прессы. Решение о его открытии было принято в 2012 году. На церемонии открытия начальник управления исламской ориентации и культуры Восточного Азербайджана Мухаммед Мухаммедпур назвал Азербайджан передовым регионом прессы Ирана. Далее он заявил:

Азербайджанская пресса, имеющая историю глубокого и широкого содержания, нуждалась в таком музее. Отдельные образцы, связанные с историей азербайджанской прессы, можно встретить в различных организациях или личных архивах. Но они должны быть собраны и храниться в музее. В таком случае зарубежные и местные туристы, посещающие музей, могут ознакомиться с историей культуры Восточного Азербайджана.

## Фотогалерея

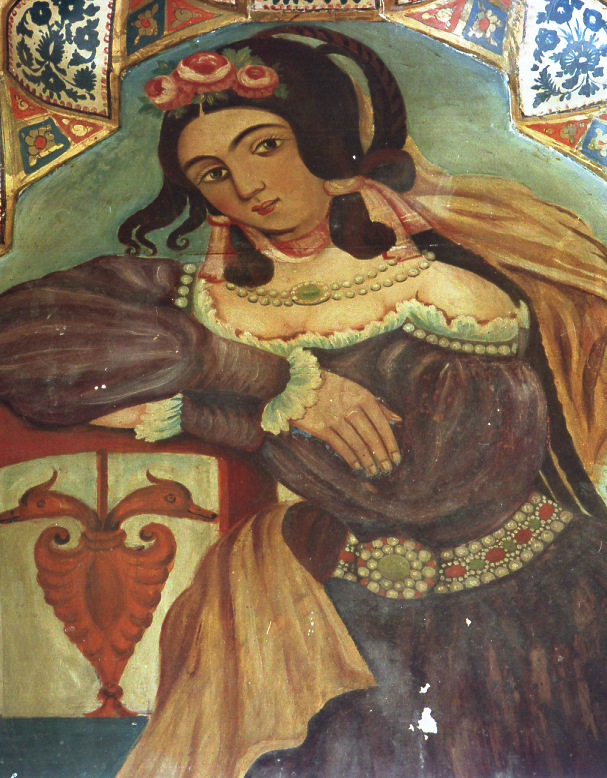
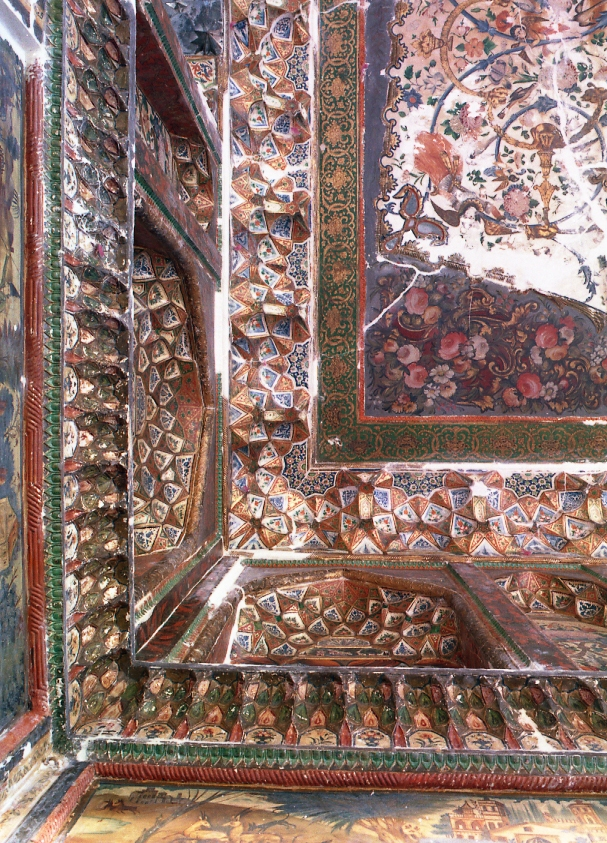
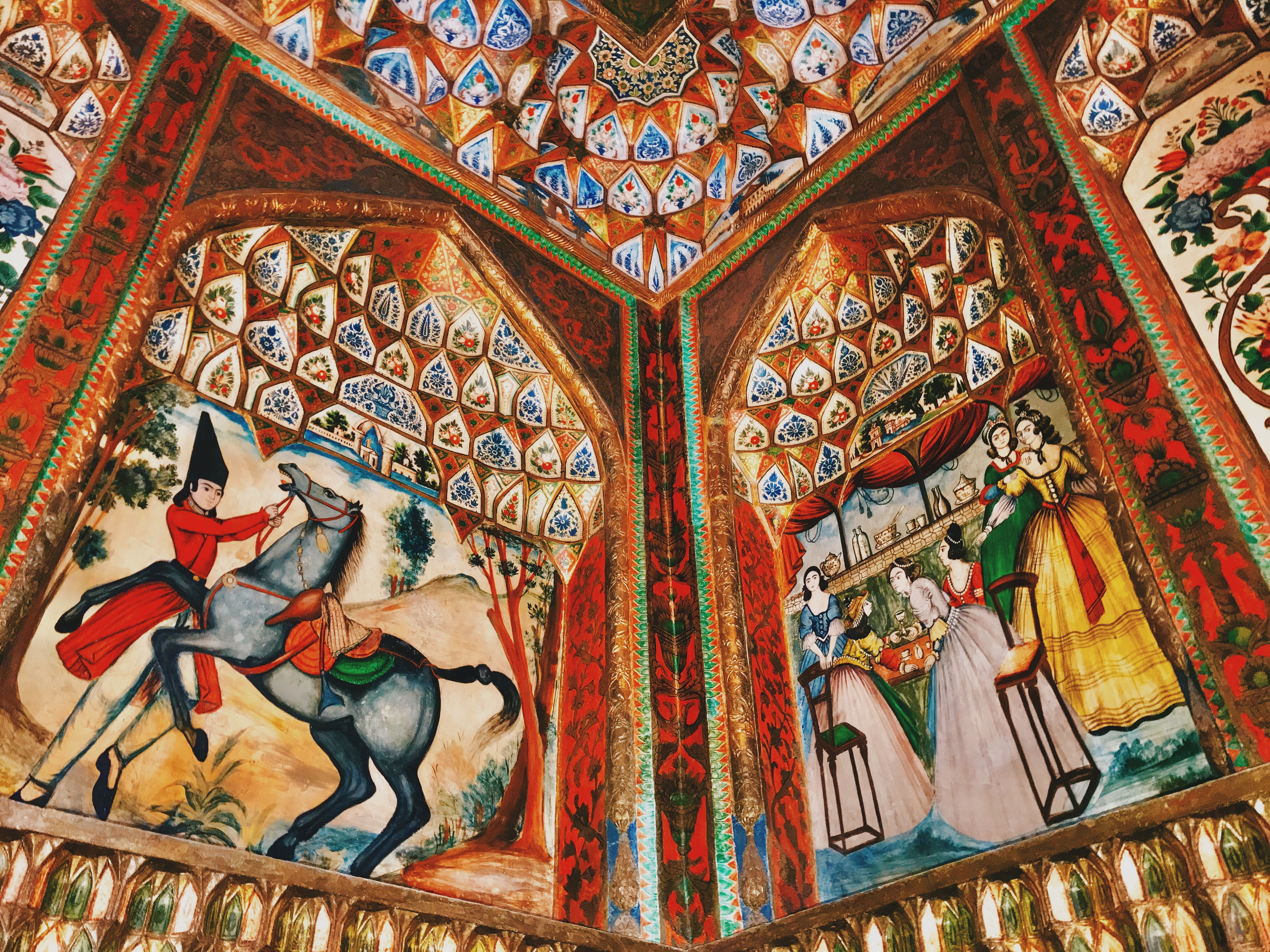
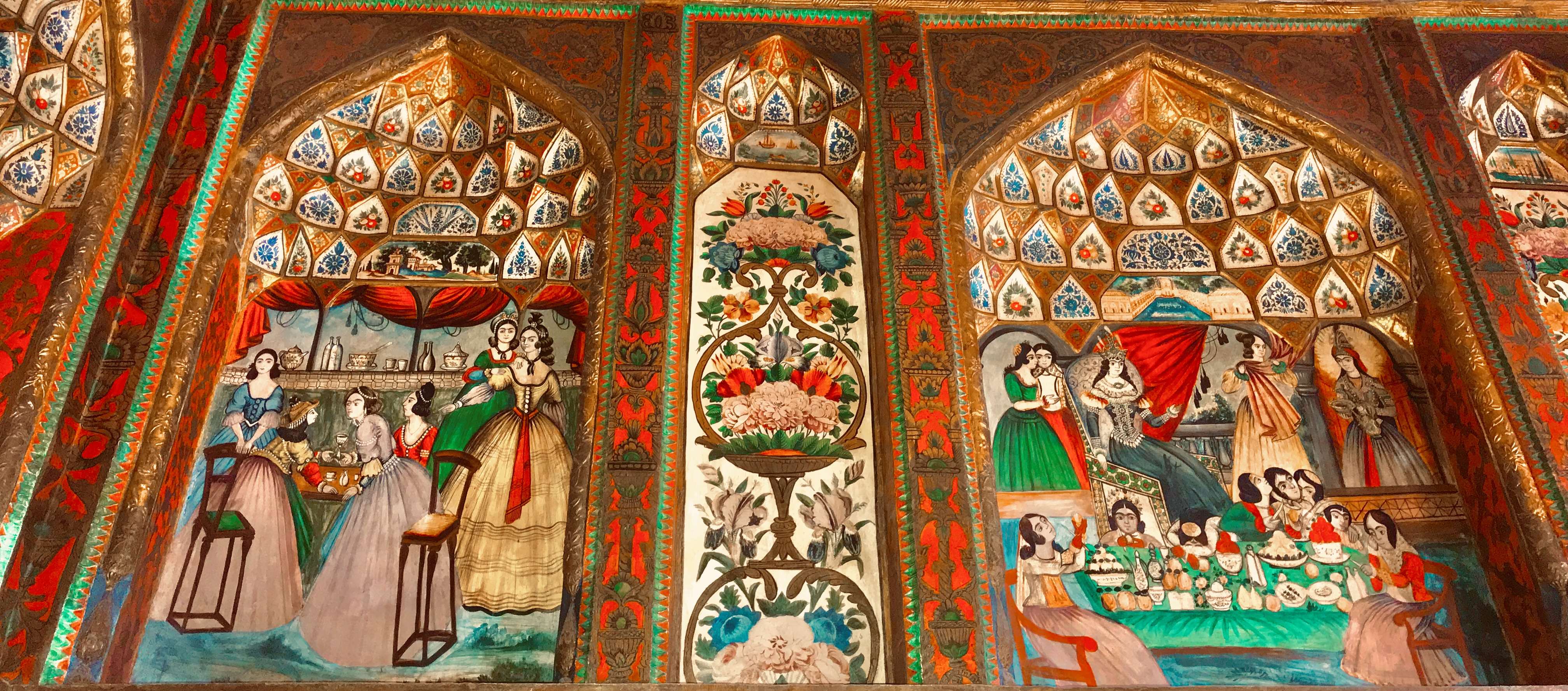
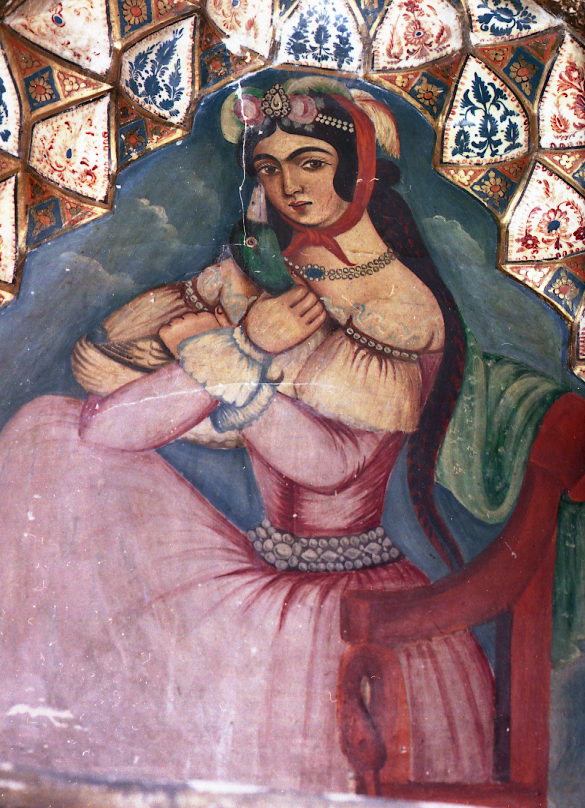
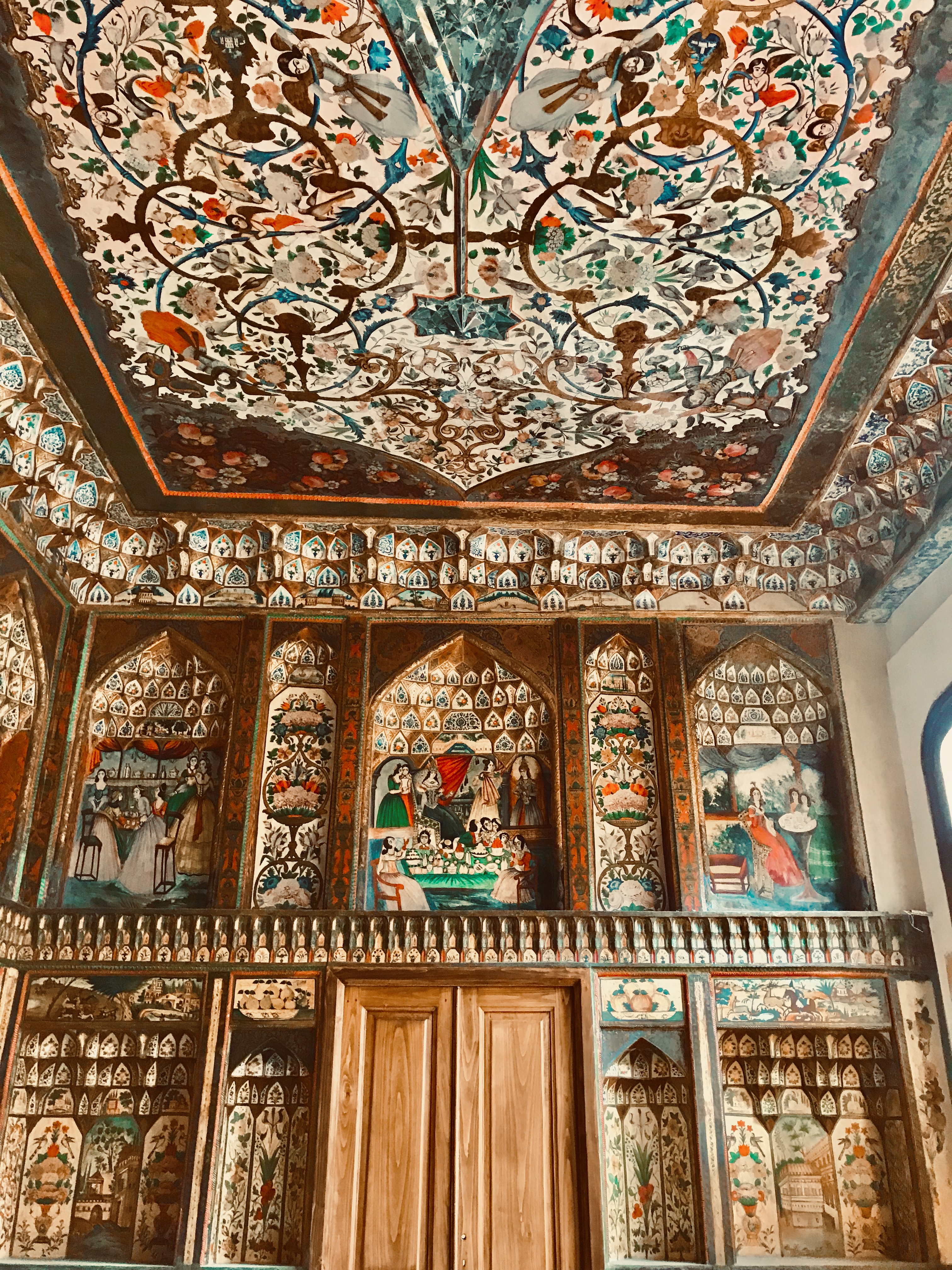
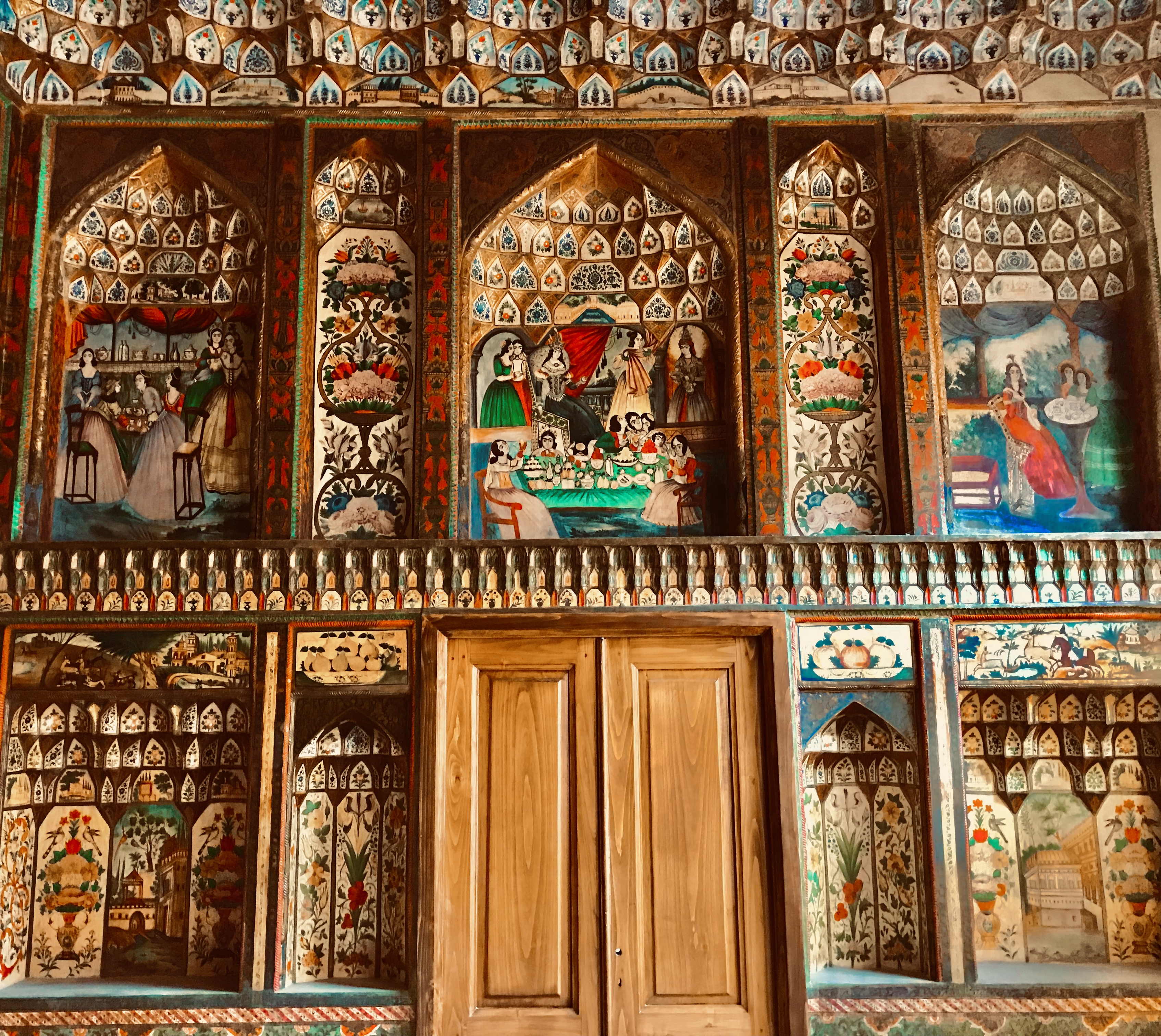